# Логанер
Логане́р (рос. Логанер, марій. Логэҥер) — присілок у складі Совєтського району Марій Ел, Росія. Входить до складу Кужмаринського сільського поселення.

## Населення
Населення — 13 осіб (2010; 15 у 2002).
Національний склад (станом на 2002 рік):
- марі — 93 %